# 無頼 -BURAI-
『無頼-BURAI-』（ぶらい）は、1996年から2000年まで雑誌『ミステリーDX』に連載されていた新選組をテーマとした岩崎陽子の歴史漫画作品。キャッチフレーズは『痛快なりゆき幕末ロマン』。コミックス全5巻。
直接の続編として『無頼 魔都覚醒』（ぶらい まとかくせい）は、2000年5月号から雑誌『ミステリーDX』に連載されている岩崎陽子原作の漫画作品。『無頼 -BURAI-』の続編。掲載誌の方向転換により、単行本は角川書店から2巻が発売されたのみで、2話が未収録状態で連載打ち切りとなった。
2004年に秋田漫画文庫から『新選組異録 無頼』のタイトルで全3巻に再編集され発売された、文庫3巻は『無頼 魔都覚醒』を収録している。マンガ図書館Z、リーダーストアでその最終2話を3巻として電子書籍販売が行われている。
『プリンセスGOLD』（秋田書店）2004年7+8月号に『魔都覚醒』最終話以降の時系列となる短編「菊一文字」、『プリンセスGOLD増刊 新選組青春伝』（秋田書店、2004年12月）に油小路事件（エピローグ的に鳥羽・伏見の戦い）を描いた「蒼天」が掲載された。ナンバーナインから『魔都覚醒-無頼-』のタイトルで電子書籍版が再販された際に短編2話は『魔都覚醒』2巻に採録されている。その後、eBookJapanなどから刊行された電子書籍版では『無頼 魔都覚醒』の2巻に前述の3巻分と短編2本が収録されている。

## 概要
『歴史ロマンDX』（角川書店、『ミステリーDX』）増刊）誌上で行われた「歴史人物BEST10（男性編）」の企画で岩崎が土方歳三を挙げたことが縁で、編集から新選組物の執筆について声掛けがあった。岩崎にとっても新選組は中学生時代に漫画家を志すきっかけとなった理由でもあった。しかしながら、連載にあたっての構想や計画などは無く、主人公を斎藤一とすること以外は、なりゆきで執筆は進んでいった。
連載開始前のタイトルは『武頼』であったが、造語ということもあり収まりが悪く、混乱を避けるために『無頼』のタイトルになった。岩崎が本作と同じく斎藤一を主人公とする中村彰彦の小説『明治無頼伝』の存在を知るのは第1話が雑誌掲載となる前後であり、まったくの無関係である。
新選組の表記には新撰組もあるが、文字の意味が正しいほうということで新選組表記を採用している。
本作では斎藤一と沖田総司との関係性と岩崎の趣味から、斎藤と沖田は同年齢という設定になっている。
新選組の「軍中法度」には「敵味方強弱の批判いっさい停止の事。付、奇矯妖怪不思議の説を申すべからず。」の項がある。この後半、妖怪や怪奇現象といった噂を言わないことを明文化して禁止しているからには、そのような怪奇現象があったに違いないと岩崎はオカルト色を織りこむことにするのだが、実際にはオカルト色は薄めになった。
歴史群像シリーズ58『土方歳三 熱情の士道、冷徹の剣』（1999年、学研プラス、ISBN 978-4-05-602040-3）では「ビジュアル系」として本作が紹介されている。

## 登場人物
斎藤一（さいとう はじめ）
この作品の主人公。曲がったことが大嫌いで、傷つきやすく、一度抱え込んだら一人で解決しようとする。酒好きであり、作中でも呑み過ぎの芹沢鴨を諫めたこともある。また、刀好きであり目利きは土方などにも信頼されている。胃炎もちで、考え込みすぎるたびに痛くなる。
芹沢鴨の粛清（暗殺）には関わっていない。
魔都覚醒では実の兄が一度だけ登場した。
彼は兄から伝えられるまで知らなかったが、父は単なる御家人ではなく公儀隠密であり、兄もその仕事を継いでいる。
沖田総司（おきた そうじ）
斎藤の親友。普段は子供っぽく、子供たちと遊ぶという面が多いが、時にはシリアスになり斎藤をしかったりすることもある。剣の腕にかけては斎藤が負けるほどの実力である。物好き。甘いもの（お菓子）がすきである。
魔都覚醒では、池田屋で彼が倒れ、結核であったことが発覚する。平賀のみたてでは余命1年であるが、気力で2年、3年もたせることを斎藤に告げている。
土方歳三（ひじかた としぞう）
いわずと知れた新選組副長。子供っぽい沖田とは対照的に、堅い考えのようである。オカルトは信じない。時には沖田に振り回されたり、いじられたりすることも。
自分を基準に判断することが多く、局中法度についても新選組に入隊してくる以上はそのような覚悟は当然で、造作もなく守れる基準として制定しており、法度違反での切腹者が出たときは逆に驚いていた。
近藤勇（こんどう いさみ）
土方の親友であり盟友。常に寛大で、おおらかな性格である。時には躍起になることも。
原田左之助（はらだ さのすけ）
斎藤と親しい人物。近藤や土方とは試英館時代からの仲間。槍の使い手で、その腕は天下一品。当人は美男子であったという説と、美男子ではなかったという説があるが、岩崎氏は美男子であったという説をとっている。また、袴をはいていないため、浪士に間違えられることも。弱点はオカルトと南国のナメクジ。
高本貞司郎（たかもと ていじろう）
大阪で腹痛を起こした斎藤に薬を分けたことで知り合う。会津藩から目付役として密かに新選組の動向を調査していた。後に奥州脱藩浪人として新選組に入隊する。
実は女性で、本名は時尾（ときお）。女性であることには斎藤以外、沖田や原田は気づいていた。
史実で後に斎藤一の妻となる高木時尾と同一人物か否かは明らかにされていない。
平賀深雪（ひらが しんせつ）
魔都覚醒で登場。
蘭方医で新選組屯所の隣屋敷で開業する。丸眼鏡を使用しており、服装はいつも黒尽くめ。姿を目撃した枡屋喜右衛門からは「蝙蝠男」呼ばわりされていた。
最終話で勝海舟、坂本龍馬と共に「日本国の霊的改造」なるものを実現しようとしていることが判明する。
武田観柳斎（たけだ かんりゅうさい）
魔都覚醒で登場。
原田とは違い、袴こそ履いているものの派手な柄の着物（花柄）を常にきている。斎藤いわく、励まされたのに逆に落ち込む、沖田いわく、特殊な人、と評価がいいのか悪いのか不明である。また、時に冷静になることも。剣の腕前は不明。
河上彦斎（かわかみ げんさい）
魔都覚醒で登場。
長州藩に与する剣客。沖田、斎藤とも対等に渡り合う。
柴司（しば つかさ）
魔都覚醒で登場。
会津藩士。池田屋事件後に応援として新選組に加わるが、明保野亭事件のため自刃することになる。
山崎丞（やまざき すすむ）
新選組隊士。監察方。
ヤマザキ
顔が山﨑そっくりの犬。命名は沖田。
池田屋事件の恩賞が下される際に、会津藩側で山崎とヤマザキが混同され恩賞対象から外されることになった。
近藤、土方は山崎の活躍を知っているが、監察方という仕事の特性上、存在が公になるのは不都合があると、会津藩の誤解をそのままに、山崎へは個別に褒賞を行っている。

## 用語
天海外法陣
天海が京に施した霊的な結界。京からの霊力を封じ込め、徳川幕府300年の安泰の元になったと同時に、崇徳院をはじめとする怨霊の力が京に影響を及ぼさないようにもしている。
秘伝中の秘とされていたため、結界の場所など詳細は失伝している。
幕府と御所の間でこの結界を「ゆるめる」合意がされ、平賀がその任にあたったが、長州派維新志士らは詳細を知らず討幕の象徴として結界の破壊をもくろむ。